# Paracoccidioidomicosis
La paracoccidioidomicosis es una micosis profunda, sistémica y crónica caracterizada por lesiones granulomatosas, que afecta principalmente a personas que tienen frecuente contacto con la tierra. Produce infecciones pulmonares, úlceras granulomatosas en la nariz, boca y el tracto gastrointestinal. No se trata de una enfermedad contagiosa que se pueda trasmitir entre personas o animales.

## Epidemiología
La Paracoccidioidomicosis tiene una amplia distribución geográfica en América Latina. Afecta unas 15 veces más al hombre que a la mujer aunque ambos tienen una exposición comparablemente igual (se cree que esta diferencia se debe a la sensibilidad a los estrógenos que impedirían el pasaje de la fase saprofítica a la parasitaria). Es frecuentemente una infección endémica en áreas con trabajadores agrícolas cultivadores de café y/o caña de azúcar. Es más prevalente en individuos desnutridos entre las edades de 30 a 60 años.
Los únicos hospedadores conocidos del hongo etiológico son el hombre y el armadillo. El Tití de Pinceles Negro (Callithrix penicillata) y los murciélagos pueden actuar como reservorios. No se ven casos de transmisión de persona a persona. La mortalidad puede llegar a un 25% en casos no tratados.

## Etiología
El agente causal de la Paracoccidioidomicosis es un hongo térmicamente dimórfico de la especie Paracoccidioides brasiliensis. A temperatura corporal, el hongo tiene forma parasitaria de levadura multibrotante (aspecto de timón).

## Patogenia
Los pulmones son los sitios de infección primaria al inhalar los conidio y fragmentos miceliales del hongo. Estos son capturadas por los macrófagos pulmonares quienes diseminan al organismo por el sistema reticuloendotelial. La inoculación directa en piel o mucosas no es común, con excepción de quienes usan ramitas para limpiarse los dientes.

## Cuadro Clínico
El órgano afectado con mayor frecuencia en el adulto es el pulmón (80%-90% de los casos). La radiografía de tórax puede mostrar lesiones nodulares o infiltrados únicos con mayor frecuencia múltiples, y en ocasiones cavitación. La apariencia radiológica puede sugerir el diagnóstico de TBC (Tuberculosis). La resolución de las lesiones suele dejar fibrosis como secuela.
La afectación cutaneomucosa sigue en frecuencia a la anterior y se caracteriza por la aparición de úlceras o pápulas eritematosas constituidas por tejido de granulación, localizadas preferentemente alrededor de la nariz y de la boca, así como en las mucosas de ambas.
La tercera forma de presentación más frecuente es la linfática y se caracteriza por el agrandamiento ganglionar, habitualmente de las cadenas cervicales y submandibulares. Los ganglios afectados tienen especial tendencia a localizarse en las áreas de drenaje de las lesiones cutaneomucosas. Las adenopatías pueden supurar y abrir la piel originando fístulas semejantes a las de escrófula. La forma ganglionar es particularmente frecuente en los niños y adultos jóvenes en quienes puede acompañarse de hepatosplenomegalia. hemocitopenias y síntomas constitucionales graves (forma aguda o subaguda juvenil).

## Síntomas
Los síntomas dependen del síndrome clínico subyacente:
- Forma pulmonar asintomática aguda:

- La infección pulmonar suele ser asintomática en 95% de los casos.

- Forma pulmonar sintomática aguda:

- fiebre
- escalofríos
- tos
- disnea
- Infiltrados pulmonares

- Forma pulmonar crónica:

- tos con expectoración purulenta y hemorrágica (hemoptisis)
- insuficiencia respiratoria
- dolor torácico
- sudoración
- fiebres que pueden ser similares a las de la tuberculosis pulmonar

- Forma diseminada:

- fiebres
- dolor de cabeza
- lesiones cutáneas
- úlceras bucales y mucosa faríngea con perforación del paladar

## Diagnóstico
Consiste en el hallazgo del agente etiológico en las lesiones, mediante un estudio directo de las mismas y el desarrollo del hongo en medios de cultivo apropiados. Las muestras analizadas dependerán de las manifestaciones clínicas que presente el paciente. Podrán ser piel, expectoración, fluido de lavado bronquioalveolar, etc.

## Tratamiento
Actualmente se considera a los compuestos azólicos como tratamiento de elección en la Paracoccidioidomicosis, utilizándose con éxito el Ketoconazol, a 400 mg/día, durante el primer mes, luego a 200 mg/día los siguientes 11 meses. El Itraconazol a 100 mg/día, por un lapso de seis meses, parece determinar menos recaídas, pero su costo es muy superior al Ketoconazol. De segunda elección constituyen las sulfamidas, en especial en asociación con trimetoprim (cotrimoxazol 1 comprimido "forte" cada 12 h por un mes, luego 1 comprimido por día. Como el Ketoconazol y el Cotrimoxazol tienen dife-rentes  mecanismos de acción, consideramos que la asociación de ambos es ventajosa, al ser dos antimicóticos de administración oral, con buena tolerancia, baja toxicidad y relativo bajo costo, obteniéndose mejores resultados, sobre todo en las formas diseminadas crónicas, cuando se administran por un lapso de 12 meses, por lo menos, aunque algunos autores opinan que debería indicarse por espacio de varios años, y quizá de por vida. Estamos a la espera de los resultados obtenidos con el VORICONAZOL.